# Hotbar
Hotbar (também conhecida como HbTools) é um programa produzido pela companhia Hotbar.com, Inc. Trata-se de um plugin para os programas Internet Explorer, Microsoft Outlook e Outlook Express da Microsoft, que inclui uma barra de ferramentas e a opção de "skins" (melhoramentos visuais) adicionais. Também permite ao usuário incluir emoticons a e-mails criados no Outlook ou Outlook Express, e verificar ou monitorar o clima da região. Uma vez instalado, o Hotbar pode também exibir faixas ("banners") de propaganda no Microsoft MSN Messenger, que redirecionam para a página principal do Hotbar. Após a instalação, o programa sugere ao usuário instalar a aplicação "Weather forecast" para receber as informações de clima.

## Controvérsia
Hotbar é um exemplo de adware, devido a seus "banners" de publicidade e uso de janelas do tipo "popup" (que se abrem automaticamente), e também um exemplo de spyware, por monitorar as páginas de Internet que o usuário visita. O Hotbar obtém da Internet, instala e executa códigos de programa de seus servidores, sem o conhecimento do usuário [carece de fontes?]. Estes aspectos do comportamento do Hotbar são descritos em seus Termos de Uso. Os hábitos de navegação do usuário são enviados para os servidores Hotbar (adopt.hotbar.com, tooltips.hotbar.com and dynamic.hotbar.com), com um número de identificação de usuário (User ID) que permite aos servidores manter um rastreio dos hábitos de navegação de cada usuário por um longo período de tempo.
HotBar pode ser detectado e removido por várias ferramentas anti-spyware e antivírus, incluindo Microsoft Defender, SpyBot, e Norton Antivirus. Contudo, alguns destes não removem o Hotbar completamente, deixando chaves no Registro do Windows.
Geralmente não é possível remover o Hotbar do computador sem utilizar uma das ferramentas específicas de remoção, disponíveis na Internet, e então reiniciando-se o computador.
Tentativas de remoção do Hotbar usando antivírus ou programas anti-spyware geralmente causam o bloqueio do Hotbar[carece de fontes?], mas raramente removem os arquivos, que são protegidos contra gravação[carece de fontes?].

## Aquisição do Hotbar
A empresa 180solutions adquiriu os direitos do Hotbar, por uma quantia não divulgada.